# 陳王紀
陳王紀（？—？），字憲之，山西平陽府蒲州猗氏縣人，明朝政治人物。

## 生平
崇禎十二年（1639年）己卯科山西鄉試第二名舉人。授廣東感恩縣知縣，感恩縣為海南瘴癘之地，陳王紀委曲調劑，興學課士。陞刑部主事，秉公執法，不畏強權，任職七個月後歸里。